# Anurapteryx crenulata
Anurapteryx crenulata är en fjärilsart som beskrevs av Barnes och Arthur Ward Lindsey 1919. Anurapteryx crenulata ingår i släktet Anurapteryx och familjen Sematuridae. Inga underarter finns listade i Catalogue of Life.